# I-54
El I-54 (イ-54?) fue un submarino japonés del Tipo B3, activo en la Armada Imperial Japonesa durante la Segunda Guerra Mundial. 

## Historial
Entró en servicio el 31 de marzo de 1944, tras ser construido en los astilleros de la base naval de Yokosuka. Resultó hundido tras una corta carrera de apenas siete meses, pues durante la invasión de Leyte, y mientras se dirigía a una nueva posición de patrulla, el I-54 fue localizado por los destructores que escoltaban a los Task Groups 38.4 o 77.4, hundiéndolo con cargas de profundidad.
Tras no recibirse nuevas comunicaciones del submarino, fue dado como desaparecido el 20 de noviembre de 1944.